# Карл Хрістофер Георг Андре
Карл Хрістофер Георг Андре (14 жовтня 1812 — 2 лютого 1893) — данський політик і математик.

## Життєпис
З 1842 до 1854 був професором математики й механіки Національного військового коледжу. 1853 був обраний членом національної Академії наук. Наступного року отримав пост міністра фінансів Данії в кабінеті Банга. Очолював уряд у 1856—1857 роках. Після відставки залишався на посаді міністра фінансів у кабінеті Галла до 1858.

## Система єдиного перехідного голосу
Андре розробив систему, яка нині називається Система єдиного перехідного голосу, що застосовується під час виборів у Данії з 1855 року. Це було за два роки до того як Томас Геєр опублікував перший опис зазначеної системи без жодного посилання на Андре. Останній не доклав жодних зусиль для того, щоб відстояти власні авторські права.